# 岡内勧弘堂
株式会社岡内勧弘堂（おかうちかんこうどう）は、香川県高松市塩上2-18-16 に本社を置く、医療用医薬品、動物用医薬品、一般医薬品、検査試薬、医療機器・用具等の卸販売する企業であった。現在アルフレッサグループの一社「四国アルフレッサ」である。
臨床検査業の四国中検は1965年に岡内勧弘堂から分社化された会社である。アルフレッサグループとの資本関係は希薄となったが、人的関連は残っている。

## 概要
- 創業　明治8年8月8日
- 資本金 　3,840万円
- 代表取締役社長　岡内隆三

## 沿革
- 平成16年9月「株式会社大木」と岡内勧弘堂の薬粧部門とが業務提携
- 平成17年4月1日　弘和薬品（徳島県）・ダイワ薬品（愛媛県）とともに、株式交換によりアルフレッサ ホールディングスの完全子会社となる。
- 平成17年10月1日　弘和薬品・ダイワ薬品と合併、「四国アルフレッサ株式会社」発足。薬粧会社として「岡内大木株式会社」設立

## 主な取引メーカー
- 武田薬品
- 第一製薬
- 中外製薬
- エーザイ
- 山之内製薬
- 大日本製薬
- 小野薬品
- 大塚製薬
- ツムラ
- 鳥居薬品
- 藤沢薬品

## 営業所
- 香川県:高松市
- 愛媛県:宇和島市・今治市・新居浜市・松山市・小豆郡土庄町
- 徳島県:徳島市・美馬郡つるぎ町